# Frederick Caine
Pour les articles homonymes, voir Caine.
Frederick William Caine, né en septembre 1936 et mort en août 2018, est un syndicaliste et homme politique fidjien.

## Biographie
Il est le petit-fils d'un colon établi aux Fidji en 1902 et fondateur d'un studio de photographie. 
Adhérent au parti de l'Alliance, il est élu député à la Chambre des représentants aux élections législatives de mars 1977 ; à l'âge de 30 ans, il est alors le benjamin de la Chambre. Réélu lors des élections anticipées en septembre 1977, il ne se représente pas à celles de 1982 mais mène campagne activement pour le parti.
En 2013 il adhère au Parti de la fédération nationale. Il prend part à la campagne du parti pour les élections de 2014. Il meurt quatre ans plus tard, après une longue hospitalisation.